# António Carlos Vasconcelos Porto

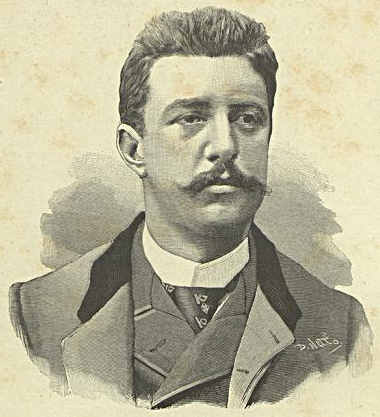
António de Vasconcellos Porto, em gravura n' O Occidente, n.º 415 (1 de julho de 1890).

António Carlos Coelho de Vasconcelos Porto (Caminha, 26 de agosto de 1855 — Lisboa, 17 de setembro de 1924) foi um oficial da arma de Engenharia do Exército Português e político ligado ao Partido Regenerador, que, entre outras funções de relevo, foi deputado às Cortes, Ministro e Secretário de Estado dos Negócios da Guerra do 55.º governo da Monarquia Constitucional, em funções de 19 de maio de 1906 a 4 de fevereiro de 1908, e Ministro e Secretário de Estado dos Negócios da Marinha e Ultramar, interino, daquele mesmo governo, em funções de 27 de junho a 28 de setembro de 1907. Professor da Escola do Exército, dedicou-se à engenharia ferroviária, tendo sido presidente da Associação dos Engenheiros Civis Portugueses e destacado engenheiro da Companhia Real dos Caminhos de Ferro, autor dos projetos da Linha da Beira Baixa e do túnel e Estação do Rossio.

## Biografia
Nasceu em Caminha, filho do conselheiro Nuno António Porto, diretor da Alfândega de Lisboa, e de sua esposa, Maria Carlota Coelho de Vasconcelos Vilas Boas, de famílias fidalgas do Minho. Foi irmão de Nuno António Coelho de Vasconcelos Porto, médico da Casa Real, e de Carlos Augusto Coelho de Vasconcelos Porto, brigadeiro do Exército, também engenheiro ferroviário.
Pertenceu ao Partido Regenerador e, em 1906-1908, fez parte do gabinete de João Franco, ocupando a pasta de Ministro da Guerra e interinamente a pasta de Ministro e Secretário de Estado dos Negócios da Marinha e Ultramar. Monárquico, deixou o Exército depois da queda da Monarquia.
Foi um dos primeiros colaboradores da Gazeta dos Caminhos de Ferro de Portugal e Hespanha, cujo primeiro número foi lançado em Março de 1888. Nesta altura, exercia como engenheiro, estando empregado na Companhia Real dos Caminhos de Ferro Portugueses como adjunto de construção.
Em 1897, na sequência do descarrilamento de um comboio onde viajava o rei Chulalongkorn do Sião e a sua comitiva, na Linha do Norte, António de Vasconcellos Porto deslocou-se ao local para auxiliar nos trabalhos de desobstrução da via, ocupando nessa altura a posição de engenheiro de via e obras. Chefiou a construção da Linha de Vendas Novas, tendo-se destacado pela instalação da Ponte D. Amélia, sobre o Rio Tejo.
Também fiscalizou a perfuração do Túnel do Rossio, em conjunto com o engenheiro Xavier Cordeiro.